# Geolycosa cyrenaica
Geolycosa cyrenaica är en spindelart som först beskrevs av Simon 1908.  Geolycosa cyrenaica ingår i släktet Geolycosa och familjen vargspindlar. Inga underarter finns listade i Catalogue of Life.